# Saussurea nutans
Saussurea nutans là một loài thực vật có hoa trong họ Cúc. Loài này được Nakai miêu tả khoa học đầu tiên năm 1917.